# Franz Böttger
Franz Böttger (ur. 11 lipca 1888 w Monachium, zm. 29 maja 1946 w Landsberg am Lech) – zbrodniarz hitlerowski, członek załogi obozu koncentracyjnego Dachau oraz SS-Oberscharführer.

## Życiorys
Członek NSDAP i SS, od maja 1941 do maja 1945 roku pełnił służbę jako kierownik wydziału odpowiedzialnego za prace przymusową więźniów i Rapportführer (oficer raportowy, odpowiedzialny za apele więźniów) w obozie w Dachau. W tym okresie dopuścił się licznych zbrodni, biorąc czynny udział w rozstrzeliwaniu i wieszaniu więźniów koło obozowego krematorium. Oprócz tego Böttger jest współodpowiedzialny za egzekucję 90 radzieckich jeńców wojennych. Uczestniczył także w ewakuacji Dachau (tzw. marsz śmierci), podczas której zastrzelił jeńca radzieckiego, który upadł na ziemię z wyczerpania. Wielokrotnie bił więźniów gołymi rękami bądź biczem.
Po wojnie był jednym z oskarżonych w procesie załogi Dachau przed amerykańskim Trybunałem Wojskowym. Böttger skazany został na karę śmierci. Wyrok wykonano przez powieszenie w więzieniu Landsberg pod koniec maja 1946 roku.